# BSC Old Boys
BSC Old Boys – szwajcarski klub piłkarski z siedzibą w Bazylei.

## Historia
FC Old Boys Basel został założony w 1894 roku w Bazylei. Old Boys Basel nie uczestniczył w pierwszych mistrzostwach Szwajcarii 1897/98. Ale w następnym sezonie 1898/99 osiągnął swój najlepszy wynik, najpierw wygrał grupę centralną pokonując FC Basel, a w rundzie finałowej po dyskwalifikacji Lausanne Football and Cricket Club spotkał się w meczu finałowym z Anglo-American Club Zurich, w którym przegrał 0:7.
Na początku XX wieku klub przyjął obecną nazwę BSC Old Boys. W 1904 i 1912 zespół ponownie zdobył tytuł wicemistrza, ale w 1932 spadł z Nationalliga A do Nationalliga B.
W sezonie 1934/35 zespół zajął ostatnie 11. miejsce w grupie zachodniej 1. ligi i spadł do III poziomu rozgrywek. Dopiero w 1987 klub powrócił do Nationalliga B, ale w 1994 nie utrzymał się w niej i został oddelegowany do Swiss 1. Liga, w której gra aktualnie.

## Sukcesy

### Trofea krajowe
| \| \| Zdobyte trofea w rozgrywkach Szwajcarii (stan na: 31 maja 2014) \| |                                                                 |      |                  |
| Rozgrywki                                                                | Osiągnięcie                                                     | Razy | Sezon(y)         |
| · Mistrzostwo                                                            | I miejsce                                                       | 0    |                  |
| · Mistrzostwo                                                            | II miejsce                                                      | 3    | 1899, 1904, 1913 |
| · Mistrzostwo                                                            | III miejsce                                                     | 1    | 1916             |
| Puchar                                                                   | zdobywca                                                        | 0    |                  |
| Puchar                                                                   | finalista                                                       | 0    |                  |
| II liga                                                                  | I miejsce                                                       | 0    |                  |
| II liga                                                                  | II miejsce                                                      | 0    |                  |
| II liga                                                                  | III miejsce                                                     | 0    |                  |
| Szwajcaria                                                               | Zdobyte trofea w rozgrywkach Szwajcarii (stan na: 31 maja 2014) |      |                  |

## Stadion
Klub rozgrywa swoje mecze domowe na stadionie Schützenmatte w Bazylei, który może pomieścić 8,000 widzów.